# Museu da Força Expedicionária Brasileira (Campo Grande)
O Museu da Força Expedicionária Brasileira, ou Museu da FEB é um museu brasileiro localizado em Campo Grande, no Mato Grosso do Sul. O museu leva o visitante a uma viagem aos campos gelados da Itália, durante a campanha da Força Expedicionária Brasileira (FEB) na Segunda Guerra Mundial.
Possui salas com diversos artigos da Segunda Guerra Mundial, entre eles utensílios, cédulas da época, curativos, armamentos, capacetes, fragmentos de armamentos, pistolas alemãs, fotografias, casacos, objetos de acampamento, entre outros. Está localizado no antigo prédio do Colégio Militar de Campo Grande, na Avenida Afonso Pena, 2.270 no centro da cidade e em frente ao Monumento Histórico da Força Expedicionária Brasileira localizado na mesma avenida.